# 宮城トヨタ自動車
宮城トヨタ自動車株式会社（みやぎトヨタじどうしゃ）は、宮城県仙台市宮城野区に本社を置くトヨタ自動車のディーラー（旧トヨタ店）。
宮城トヨタグループ（通称：MTG、持株会社は「宮城トヨタグループ株式会社」。1946年〈昭和21年〉創業）の中核会社。

## 概要
宮城トヨタ自動車は旧トヨタ店であるが、下記のように、トヨタカローラ宮城（旧カローラ店）とネッツトヨタ宮城（旧ネッツ店）を統合して、現在の店舗網を形成している。

### 旧 トヨタカローラ宮城
トヨタ自動車の100％子会社であった。2020年（令和2年）10月に宮城トヨタグループ株式会社が全株式を取得し、MTGの子会社とした。2023年（令和5年）4月に、宮城トヨタ自動車に吸収合併して店舗網を統合した。

### 旧 ネッツトヨタ宮城
宮城トヨタ自動車株式会社（現：宮城トヨタグループ株式会社）が、1980年（昭和55年）に「トヨタビスタ宮城株式会社」（ビスタ店）を子会社として設立した。同社は、その後「ネッツトヨタ宮城株式会社」と改称した。
2021年（令和3年）5月に、宮城トヨタ自動車に吸収合併して店舗網を統合した。

## 宮城トヨタグループ
- 宮城トヨタ自動車株式会社
- 株式会社トヨタレンタリース宮城
- トヨタL&F宮城株式会社
- 株式会社宮城トヨタ商事 ダイハツ中山

## 店舗
MTG扇町およびMTG仙台広瀬通は契約法人専用整備工場となっており車両販売や一般ユーザーへの対応は行っていない。定休日もこの2拠点のみ土日祝となっている。
(2025年4月現在)
- MTG日の出町 - 仙台市宮城野区日の出町2-3-7

　GR Garage MTG日の出町を併設。
- MTG扇町 - 仙台市宮城野区扇町3-6-25
- MTG仙台中央 - 仙台市青葉区本町2-1-33
- MTG黒松 - 仙台市青葉区双葉ケ丘1-46-8
- MTG吉成 - 仙台市青葉区吉成2-2-20
- MTG泉 - 仙台市泉区大沢2-3-13
- MTG南中山 - 仙台市泉区南中山1-27-228
- MTG若林 - 仙台市若林区若林5-6-17
- MTG西多賀 - 仙台市太白区西多賀5-23-7
- MTG長町 - 仙台市太白区鹿野2-12-15
- MTG多賀城 - 多賀城市伝上山1-14-29
- MTG利府 - 宮城郡利府町利府字新神明前75-6
- MTG大和 - 黒川郡大和町吉岡東3-1-18

　カローラ大和を統合。
- MTG石巻 - 石巻市恵み野3-1-5
- MTG気仙沼 - 気仙沼市本郷10-9

　カローラ気仙沼を統合。
- MTG築館 - 栗原市築館高田2-1-47
- MTG佐沼 - 登米市迫町佐沼字的場88-1
- MTG古川 - 大崎市古川北稲葉2-2-1
- MTG名取 - 名取市増田5-18-38
- MTG岩沼 -  名取市本郷字観音215
- MTG角田 - 角田市梶賀字西17-1
- MTG大河原 - 柴田郡大河原町錦町5
- MTG白石 - 白石市大平森合字森合沖20

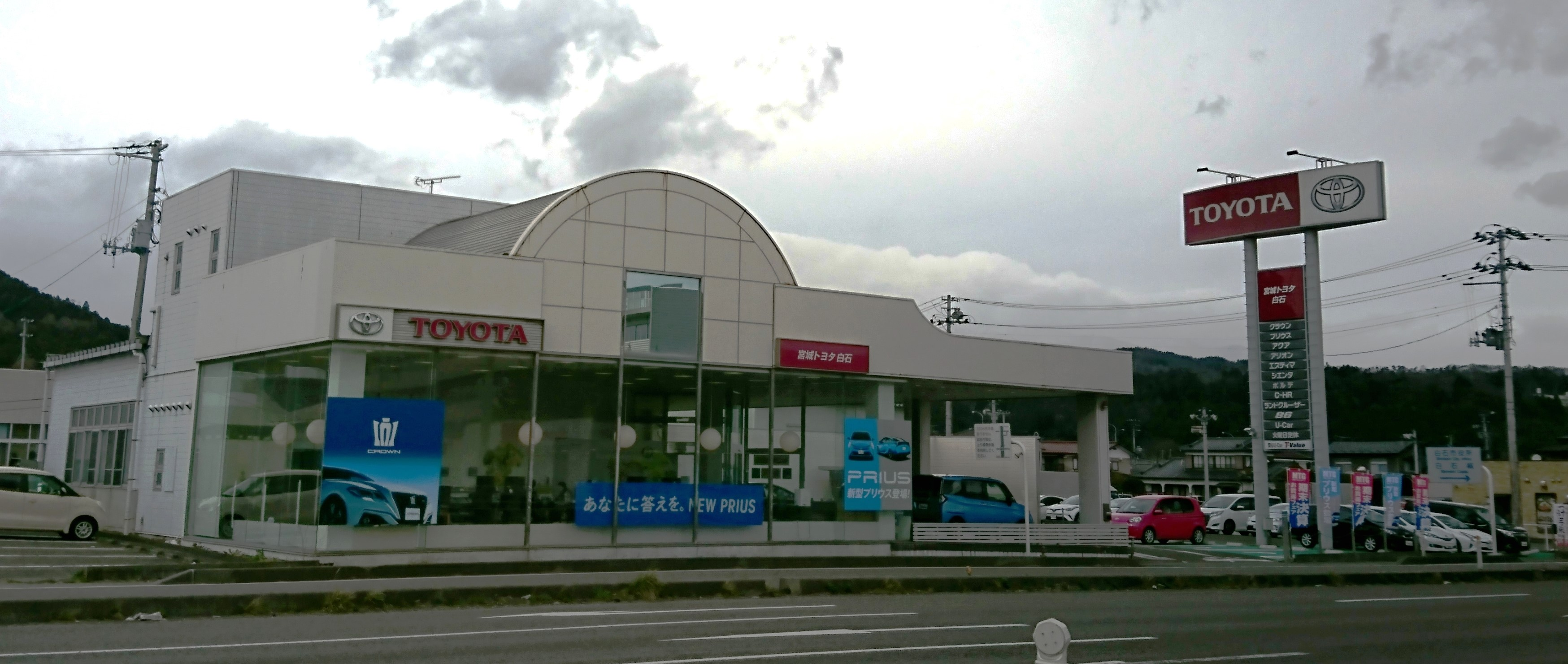
白石店

### 旧・トヨタカローラ宮城の店舗
(2025年4月現在)
- MTG苦竹 - 仙台市宮城野区苦竹2丁目6-10
- MTG仙台広瀬通 - 仙台市青葉区大町2丁目14-1
- カローラ泉中央 - 仙台市泉区上谷刈3丁目1-60
- カローラ泉バイパス - 仙台市泉区松森字斎兵衛8-1
- カローラ黒松 - 仙台市泉区虹の丘1丁目1-1
- カローラ中山 - 仙台市青葉区荒巻本沢2丁目4-3
- カローラ西多賀 - 仙台市太白区鈎取1丁目7-8
- カローラ遠見塚 - 仙台市若林区遠見塚東7-3
- カローラ名取 - 仙台市太白区中田7丁目29-1
- MTG柴田 - 柴田郡柴田町船岡東1-10-18
- カローラ岩沼 - 名取市堀内字南竹188-1
- カローラ仙台南 - 名取市植松字入生1-1
- カローラ白石 - 白石市福岡深谷字三本松127-3
- カローラ多賀城 - 多賀城市町前1丁目1-20
- MTG富谷 - 富谷市大清水下45-4
- カローラ利府 - 宮城郡利府町中央3丁目20-6
- カローラ石巻 - 石巻市恵み野2丁目15-13
- カローラ古川 - 大崎市古川稲葉2丁目1-5
- MTG古川北 - 大崎市古川沢田字舞台55

　旧・カローラ古川北。MTG古川北(初代)を統合し名称変更。
- カローラ築館 - 栗原市築館字留場桜22
- カローラ迫 - 登米市迫町佐沼光ヶ丘170

### レクサス
- レクサス泉 - 仙台市泉区大沢2-3-12
- レクサス太白 - 仙台市太白区八本松2-1-10

### フォルクスワーゲン
- フォルクスワーゲン仙台太白 - 宮城県仙台市太白区郡山1-8-1